# Рабинович, Зелик Израилевич
Зе́лик Изра́илевич Рабино́вич (1901, Чита — 7.2.1938, Красноярск) — сотрудник НКВД СССР, капитан милиции. Начальник Управление рабоче-крестьянской милиции (УРКМ) Красноярского края. Входил в состав особой тройки НКВД СССР, внесудебного и, следовательно, не правосудного органа уголовного преследования.

## Биография
Зелик Израилевич Рабинович родился в 1901 году в Чите, в семье торговца скотом. Еврей. После окончания в 1914 году реального училища в Нерчинске, до 1919 года обучался в Читинском коммерческом училище и гимназии на станции Маньчжурия КВЖД. В августе 1919 года мобилизован в армию Колчака, но в декабре того же года дезертировал, перейдя на службу в 1-й Южно-партизанский отряд Шевченко. В июле следующего, 1920 года, покинув партизан вернулся для лечения в семью на станцию Маньчжурия. В 1921 году вступает в ВКП(б). В апреле-сентябре 1921 года работает секретарём военно-спортивного отдела Дальневосточного крайкома РКСМ, а далее, с сентября переходит на службу в органы государственной безопасности.
- 1921—1930 годы — на службе в Госполитохране Дальневосточной республики, уполномоченный Секретного отдела, начальник контрразведовательного отдела Омского и Алтайского губотделов ГПУ, Томского окротдела и Бурят-Монгольского облотдела ОГПУ.
- 1930—1936 годы — начальник 2-го отделения Особого отдела ПП ОГПУ Запсибкрая, начальник Нарымского оперсектора ОГПУ, начальник Минусинского оперсектора ОГПУ, заместитель начальника Управления рабоче-крестьянской милиции (УРКМ) ОГПУ-УНКВД Запсибкрая, врид начальника, начальник УРКМ УНКВД Запсибкрая.
- 1936—1938 годы — помощник начальника УНКВД Запсибкрая по милиции, помощник начальника УНКВД по Красноярскому краю по неоперативным отделам. Этот период отмечен вхождением в состав особой тройки, созданной по приказу НКВД СССР от 30.07.1937 № 00447[2] и активным участием в сталинских репрессиях[3].

В начале февраля 1938 года был освобождён от занимаемой должности, после чего, 7 февраля, застрелился.

## Награды
- Почётный сотрудник госбезопасности XV